# Philip Ten Eyck
Philip Ten Eyck (* 10. März 1802; † 15. Juli 1893 in Albany) war ein US-amerikanischer Naturphilosoph und Mathematiker.

## Leben
Philip Ten Eycks Vorfahre, Coenradt Ten Eyck, war 1650 aus den Niederlanden in die USA gekommen. 1826 wurde er an der Albany Academy Professor für Naturphilosophie und Mathematik. Er arbeitete eng mit Joseph Henry zusammen. Als Henry 1832 in den Ruhestand ging, übernahm er dessen Posten, bis er 1848 selbst in den Ruhestand ging. Ten Eyck und Henry führten Experimente mit großen Elektromagneten durch, über die er ab Januar 1831 berichtete. Wie das The Journal of the Royal Institution of Great Britain im Dezember 1831 berichtete, hatten sie einen Magneten mit einer Tragkraft von 2063 lbs. (934 kg) gebaut. Dabei stützten sie sich auf das 1827 erschienene Buch Die galvanische Kette mathematisch bearbeitet von Georg Simon Ohm, das Ten Eyck aber erst verstand, nachdem er 1837 in England war und mit Charles Wheatstone über es gesprochen hatte.